# Дрогобычский повет
Дрого́бычский по́вят (пол. Powiat drohobyczski, укр. Дрогобицький повіт) — административно-территориальная единица Львовского воеводства Польской Республики с 23 декабря 1920 по 4 декабря 1939 года.

### В Польской Республике
21 апреля 1920 года Директория Украинской Народной Республики заключила договор с Правительством Польской Республики о совместной войне против РСФСР на условиях признания перехода к Польше западно-украинских земель за пределами российско-австрийской границы, существовавшей до 1914 года.
Польское правительство 23 декабря 1920 года образовало Львовское воеводство, в составе которого был образован Дрогобычский повят с центром в городе Дрогобыч.
После завершения Советско-польской войны 18 марта 1921 года Польша, РСФСР и Украинская ССР подписали Рижский мирный договор, по условиям которого Украинская Народная Республика прекратила существование, а западно-украинские земли перешли к Польской Республике, в том числе Львовское воеводство.
1 сентября 1939 года германский вермахт напал на Польшу, и началась Германо-польская война.
17 сентября 1939 года Красная Армия вступила на восточную территорию Польши — Западную Украину, и 27 октября 1939 года на западно-украинских землях была установлена Советская власть. 28 сентября 1939 года был подписан Договор о дружбе и границе между СССР и Германией.

### В Советском Союзе
C 14 ноября 1939 года Дрогобычский повят в составе Львовского воеводства входит в Украинскую ССР.
Повят, как и воеводство, прекратили существование 4 декабря 1939 года в связи с образованием Львовской и Дрогобычской областей Украинской ССР. В составе Дрогобычской области был создан Дрогобычский уезд в границах бывшего повята, но с другими органами управления.